# Баркитбельський сільський округ
Баркитбе́льський сільський округ (каз. Барқытбел ауылдық округі, рос. Баркытбельский сельский округ) — адміністративна одиниця у складі Урджарського району Абайської області Казахстану. Адміністративний центр — село Баркитбел.
Населення — 1747 осіб(2021; 2265 у 2009, 2899 у 1999, 3094 у 1989).
Станом на 1989 рік існувала Новоандрієвська сільська рада (села Афанасьєвка, Благодатне, Некрасовка, Новоандрієвка, Покровка). До 2011 року округ називався Новоандрієвським.

## Склад
До складу округу входять такі населені пункти:
| Населений пункт   | Старі назви                   | Населення, осіб (1989) | Населення, осіб (1999) | Населення, осіб (2009) | Населення, осіб (2021) |
| ----------------- | ----------------------------- | ---------------------- | ---------------------- | ---------------------- | ---------------------- |
| Афанасьєвка, село | -                             | 45                     | 12                     | -                      | -                      |
| Баркитбел, село   | Новоандрієвка, Ново-Андрієвка | 1424                   | 1393                   | 1110                   | 904                    |
| Батпакти, село    | Покровка                      | 381                    | 346                    | 278                    | 187                    |
| Благодатне, село  | -                             | 422                    | 426                    | 283                    | 192                    |
| Некрасовка, село  | -                             | 822                    | 722                    | 594                    | 464                    |